# Фудбалска репрезентација Зеленортских Острва
Фудбалска репрезентација Зеленортских Острва је фудбалски тим који представља Зеленортска Острва на међународним такмичењима и под контролом је Фудбалског савеза Зеленортских Острва.
Квалификовали су се на Афрички куп нација 2013, што је њихово прво учешће на овом фудбалском такмичењу.
Никада нису учествовали на Светском првенству.

## Резултати репрезентације

### Светско првенство
- 1930 до 1998 — Нису учествовали
- 2002 до 2022 — Нису се квалификовали

### Афрички куп нација
- 1957—1992 — Нису учествовали
- 1994 — Нису се квалификовали
- 1996 — Повукли се
- 1998 — Нису учествовали
- 2000—2012 — Нису се квалификовали
- 2013 — четвртфинале
- 2015 — Групна фаза
- 2017 — Нису се квалификовали
- 2019 — Нису се квалификовали